# (100202) 1994 GB
1994 جي بي (ويعرف أيضًا باسم (100202) 1994 جي بي وفق تسمية الكوكب الصغير) (بالإنجليزية: 1994 GB)‏ هو كويكب ضمن حزام الكويكبات؛ وترتيبه 100202 من حيث الاكتشاف.
اكتُشف هذا الجُرم الفلكي بواسطة روبرت إتش ماكنوت في 2 أبريل 1994.

## وصلات خارجية
- (100202) 1994 GB في قاعدة بيانات مختبر الدفع النفاث لأجرام النظام الشمسي الصغيرة

- الاكتشاف · مخطط المدار ·  العناصر المدارية · المعلمات المادية

- (100202) 1994 GB على موقع ويكي سكاي: DSS2, SDSS, GALEX, IRAS, Hydrogen α, X-Ray, Astrophoto, Sky Map, Articles and images